# Sophophora
Sophophora är ett parafyletiskt undersläkte inom släktet Drosophila. Den mest kända arten inom undersläktet är bananflugan.

## Etymologi
Det vetenskapliga namnet Sophophora betyder på grekiska bärare (phora) av visdom (sophos).

## Ursprung
Sophophora beskrevs av Alfred Sturtevant år 1939. Detta skedde efter att släktet Drosophila blivit mer studerat, främst på grund av den ökande användningen av modellorganismen bananflugan, och någon form av inbördes indelning behövdes. I Sturtevants laboratorium undersöktes 27 olika karaktärer hos alla de 42 olika arter av Drosophila som de då hade. Dessa användes för att dela in Drosophila i olika undersläkten.

## Artgrupper
Arterna inom undersläktet delas upp i två grupper, de från gamla världen (eurasien och afrika) och de från nya världen (nord- syd- och centralamerika). Undersläktet är parafyletiskt eftersom det innehåller släktet Lordiphosa och arten Hirtodrosophila duncani som inte tillhör släktet Drosophila. Bananfluga, en av världens mest välstuderade modellorganismer och den mest kända Drosophila-arten ingår i Sophophora och artgruppen Drosophila melanogaster.

## Lista över artgrupper inom undersläktet
Gamla världen
- Drosophila ananassae (artgrupp)[2]
- Drosophila dentissima (artgrupp)
- Drosophila dispar (artgrupp)
- Drosophila fima (artgrupp)
- Drosophila melanogaster (artgrupp)
- Drosophila montium (artgrupp)[2]
- Drosophila obscura (artgrupp)
- Drosophila setifemur (artgrupp)

Nya världen
- Drosophila saltans (artgrupp)
- Drosophila willistoni (artgrupp)

Okänt
- Drosophila populi (artgrupp)

## Fylogenetiskt släktskap
|  | Drosophila melanogaster (artgrupp) |
|  |                                    |
|  | Drosophila montium (artgrupp)      |
|  |                                    |

|  | Drosophila ananassae (artgrupp) |
|  |                                 |
|  | Drosophila fima (artgrupp)      |
|  |                                 |

|  | Drosophila melanogaster (artgrupp) |
|  |                                    |
|  | Drosophila montium (artgrupp)      |
|  |                                    |

|  | Drosophila ananassae (artgrupp) |
|  |                                 |
|  | Drosophila fima (artgrupp)      |
|  |                                 |

|  | Drosophila melanogaster (artgrupp) |
|  |                                    |
|  | Drosophila montium (artgrupp)      |
|  |                                    |

|  | Drosophila ananassae (artgrupp) |
|  |                                 |
|  | Drosophila fima (artgrupp)      |
|  |                                 |

|  | Drosophila melanogaster (artgrupp) |
|  |                                    |
|  | Drosophila montium (artgrupp)      |
|  |                                    |

|  | Drosophila ananassae (artgrupp) |
|  |                                 |
|  | Drosophila fima (artgrupp)      |
|  |                                 |

|  | \| \| Drosophila willistoni (artgrupp) \| \| \| \| \| \| Drosophila saltans (artgrupp) \| \| \| \| |
|  | |
|  | Lordiphosa                                                                                         |
|  | |
|  | Hirtodrosophila duncani                                                                            |
|  | |
|  | Drosophila willistoni (artgrupp)                                                                   |
|  | |
|  | Drosophila saltans (artgrupp)                                                                      |
|  | |

|  | Drosophila willistoni (artgrupp) |
|  |                                  |
|  | Drosophila saltans (artgrupp)    |
|  |                                  |

|  | Drosophila melanogaster (artgrupp) |
|  |                                    |
|  | Drosophila montium (artgrupp)      |
|  |                                    |

|  | Drosophila ananassae (artgrupp) |
|  |                                 |
|  | Drosophila fima (artgrupp)      |
|  |                                 |

|  | Drosophila melanogaster (artgrupp) |
|  |                                    |
|  | Drosophila montium (artgrupp)      |
|  |                                    |

|  | Drosophila ananassae (artgrupp) |
|  |                                 |
|  | Drosophila fima (artgrupp)      |
|  |                                 |

|  | Drosophila melanogaster (artgrupp) |
|  |                                    |
|  | Drosophila montium (artgrupp)      |
|  |                                    |

|  | Drosophila ananassae (artgrupp) |
|  |                                 |
|  | Drosophila fima (artgrupp)      |
|  |                                 |

|  | Drosophila melanogaster (artgrupp) |
|  |                                    |
|  | Drosophila montium (artgrupp)      |
|  |                                    |

|  | Drosophila ananassae (artgrupp) |
|  |                                 |
|  | Drosophila fima (artgrupp)      |
|  |                                 |

|  | \| \| Drosophila willistoni (artgrupp) \| \| \| \| \| \| Drosophila saltans (artgrupp) \| \| \| \| |
|  | |
|  | Lordiphosa                                                                                         |
|  | |
|  | Hirtodrosophila duncani                                                                            |
|  | |
|  | Drosophila willistoni (artgrupp)                                                                   |
|  | |
|  | Drosophila saltans (artgrupp)                                                                      |
|  | |

|  | Drosophila willistoni (artgrupp) |
|  |                                  |
|  | Drosophila saltans (artgrupp)    |
|  |                                  |

## Arter utan placering i artgrupper[3]
- Drosophila brunettii Ray-Chaudhuri & Mukherjee, 1941
- Drosophila charmadensis Gowda & Krishnamurthy, 1972
- Drosophila fruhstorferi Duda, 1924
- Drosophila kerteszina Duda, 1925
- Drosophila neobaimai Singh & Dash, 1998
- Drosophila neokhaoyana Singh & Dash, 1998
- Drosophila pinnitarsus Bock, 1976
- Drosophila prashadi Brunetti, 1923
- Drosophila progastor Bock, 1976
- Drosophila pseudoargentostriata Wheeler, 1981
- Drosophila quinqueannulata Frey, 1917
- Drosophila saraswati Singh & Dash, 1998
- Drosophila schmidti Duda, 1924
- Drosophila scopata Bock, 1976
- Drosophila tricombata Singh & Gupta, 1977